# مجموعة لويس ديلهايز
مجموعة لويس ديلهايز هي مجموعة بيع بالتجزئة بلجيكية تأسست عام 1875 على يد لويس ديلهايز. النشاط الرئيسي هو تشغيل محلات السوبر ماركت الغذائية ومحلات السوبر ماركت في بلجيكا وفرنسا ولوكسمبورغ ورومانيا .
في 23 فبراير 2022، أعلنت مجموعة لويس ديلهايز عن تجديد جميع لافتات سلاسل محلات ماتش وسماتش في بلجيكا، المقرر إجراؤها بين عامي 2022 و2025، والتخلص التدريجي من اللافتات لصالح لويس ديلهايز لـسلاسل محلات ماتش وسماتش و أسواق لويس ديلهايز المفتوحة لـصالح سلالسل محلات ماتش. 

## هيكل السلاسل التابعة
- كورا (هايبر ماركت)
- ماتش (سوبر ماركت)
- سماتش (محلات تطابق صغيرة الحجم)
- ديلتريتور
- دود فرنسا (ديلتريتور في فرنسا)
- لويس ديلهايز، (سلسلة بقالة، يعود تاريخها إلى عام 1875)

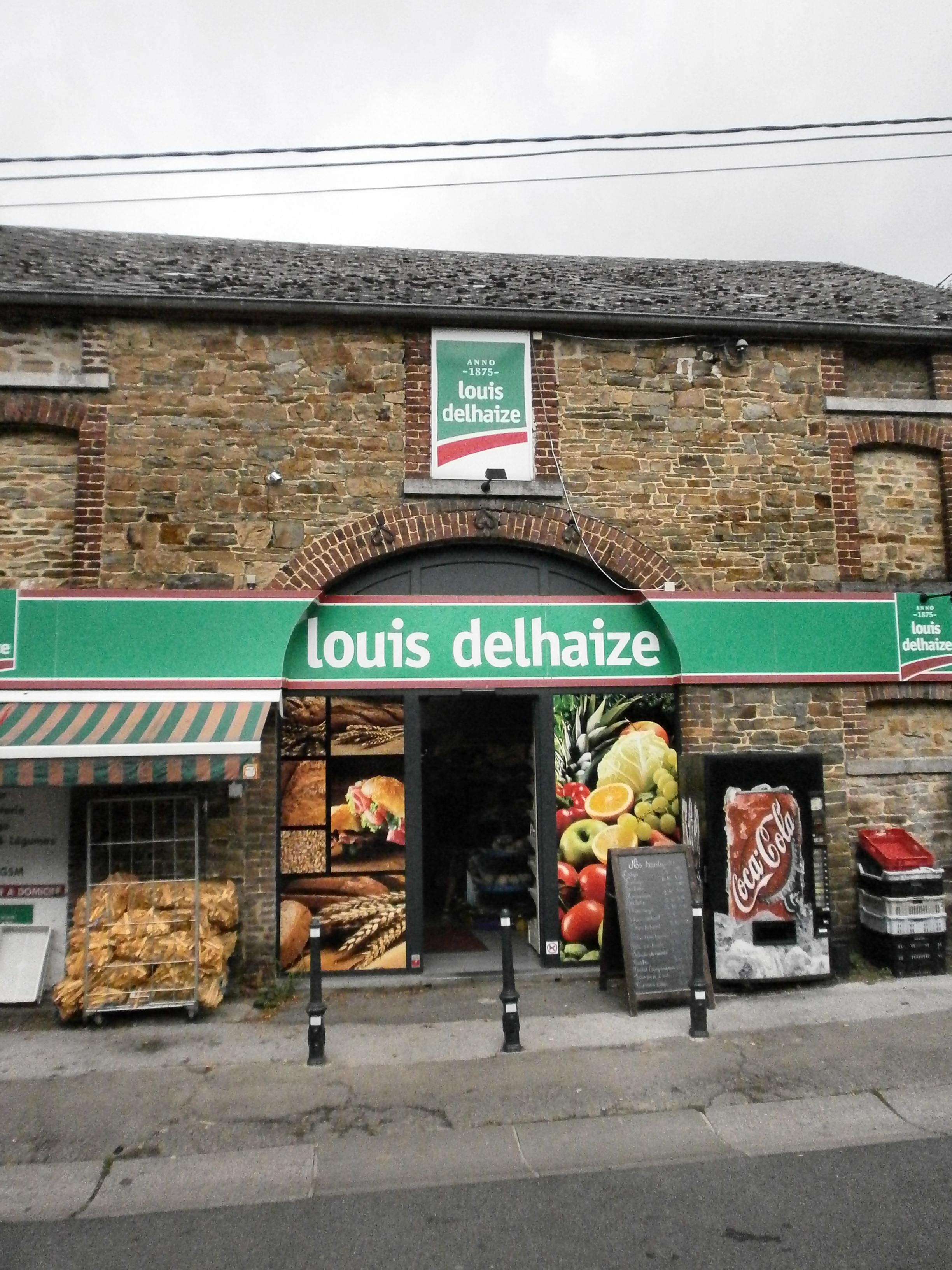
متجر لويس ديلهايز في بلجيكا

- بروفي (سوبر ماركت/هارد ديسكفري سابقًا، تم بيعه عام 2009، رومانيا وتم إغلاقه عام 2012، المجر)
- إيكوماكس (خصم ثابت)
- تروفو (حديقة)
- هورة أف أر (متجر الكتروني)
- أنيماليس (الحيوانات)
- كورا فوياجيز (وكالة سفريات)